# ピレネー戦争
ピレネー戦争 (英語: War of the Pyrenees)、ルシヨン戦争 (フランス語: Guerre du Roussillon スペイン語: Guerra del Rosellón) は、第一次対仏大同盟によるフランス第一共和政に対しての戦争のうち、ピレネー山脈を前線として戦われた戦争。カタルーニャでは大戦争 (Guerra Gran)とも呼ばれる。フランス革命戦争中において、スペイン王国とポルトガル王国が共に反フランス陣営で戦った1793年から1795年にかけての戦争と位置付けることもできる。
ピレネー山脈の東西、フランス領のトゥーロン、海上が戦場となった。1793年、スペイン軍が東ピレネーのルシヨンに侵攻し、1794年4月までこれを占拠した。反撃に出たフランス軍はスペイン軍をカタルーニャまで押し戻し、11月に大打撃を与えた。1795年2月以降、東ピレネーの戦線は膠着状態となった。一方西ピレネーでは、1794年からフランス側の勝勢に傾いた。1795年までに、フランス軍はスペイン北東部の一部を占領するに至った。
この戦争は、少なくとも2つの残虐な面を持っていた。まずフランスの公安委員会は、反革命軍に参加してフランス軍の捕虜となったエミグレ（亡命貴族）はすべて処刑するよう命じていた。またフランス側の将軍も、戦闘に負けたり、単に派遣議員の不興を買ったりしただけでも頻繁に投獄されたり、ギロチンで処刑されたりした。この点において、東部ピレネー軍の指揮官たちや将軍たちが直面した運命は極めて不幸なものだった。

## 戦争

### 勃発
1793年1月21日、フランスで国民公会がルイ16世を処刑し、ヨーロッパ中の王室を戦慄させた。この時点ですでにフランスはハプスブルク帝国（オーストリア）やプロイセン王国、サルデーニャ王国と戦争中だった。ジュマップの戦いで勝利したフランス軍は、オーストリア領ネーデルラントを占領した。血気にはやるフランス政府はこの現在のベルギーにあたる地域の併合を宣言し、イギリスとの断交を引き起こした。2月1日、フランスはイギリスとネーデルラント連邦共和国に宣戦布告した。そして3月7日、フランスはついにルイ14世以来の盟邦スペインに宣戦布告した。

### トゥーロンの戦い
1793年9月18日から12月18日のトゥーロン攻囲戦では、スペイン軍はイギリス軍と連合して港の防衛を試みた。ジャック・フランソワ・デュゴミエ率いるフランス軍に対し、防衛軍の指揮官はスペインの提督フアン・デ・ランガラ、フェデリコ・グラビーナ、イギリスの提督サミュエル・フッド、将軍チャールズ・オハラだった。フランス軍が当時若年の砲兵将校だったナポレオン・ボナパルトの策を採用して港の船へ大砲を撃ち込み始めたので、防衛軍はトゥーロンからの撤退を余儀なくされた。フランス軍は14隻の戦列艦を失い15隻以上を拿捕され、犠牲者は2000人を数えたが、防衛軍の損害はその倍に及んだ。戦後、フランス軍は捕虜としていた2000人のエミグレを虐殺した。

### 東ピレネー戦線
戦争が勃発すると、スペイン王カルロス4世はアントニオ・リカルドスを東ピレネーのカタルーニャ軍の司令官に任じた。リカルドスはサルダーニャに侵攻し、1793年4月17日にサン＝ローラン＝ド＝セルダンを占領した。さらに3日後、彼はセレでフランス軍を破った。ルシヨンを担当していたフランス軍司令官マチュー・アンリ・マルシャン・ド・ラ・ウリエールは、自暴自棄になって自殺した。4月30日、フランス政府はピレネー軍を東部ピレネー軍と西部ピレネー軍に分割した。
1793年5月19日、リカルドスはマス・デウの戦いでルイ＝シャルル・ド・フレール率いる東部ピレネー軍を破り、さらに23日にはベルガルド砦を包囲した。このベルガルド包囲戦は、翌6月17日にフランス守備隊が降伏して終わった。7月17日のペルピニャンの戦いではフランス軍が勝利したが、ここでも被った損害は甚大だった。8月28日、プッチサルダーで、リュック・シメオン・オーギュスト・ダゴベル率いるフランス軍がマヌエル・ラ・ペーニャ率いるスペイン軍を破った。

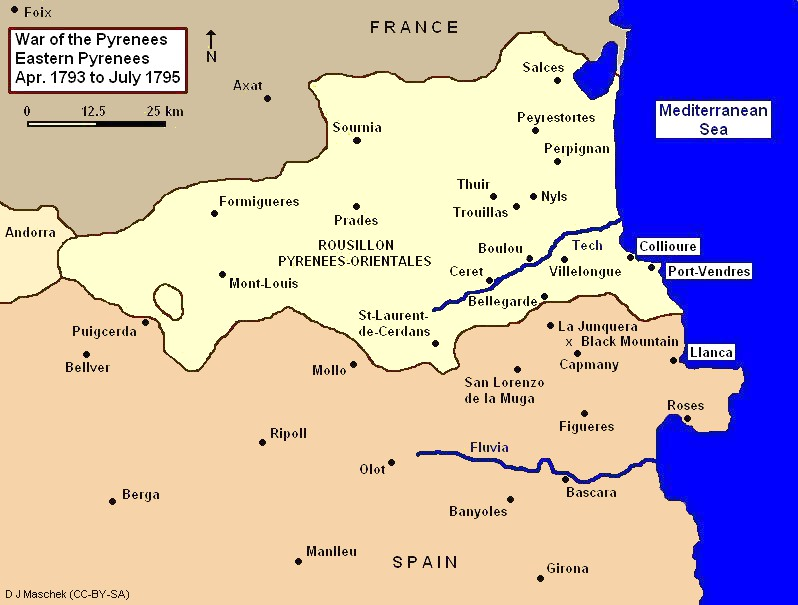
東ピレネー戦線における重要地点

9月、リカルドスはヘロニモ・ヒロン＝モクテスマとJuan de Courtenにそれぞれ部隊を与え、ペルピニャンの砦の奪取を命じた。しかし17日のペレストルトの戦いでは、ユスターシュ・シャルル・ドゥスト率いるフランス軍が勝利を挙げた。これがルシヨンにおけるスペイン軍の最深到達点となった。 5日後、リカルドスはトルイヤの戦いでダゴベルを破り、テック峡谷がフランスに奪回されるのを防いだ。また10月3日にはル・ブルでドゥストをも破った。10月13日から15日のテックの戦い（プラ・デル・レイの戦い）では、スペイン軍はルイ・マリー・テュロー率いるフランス軍の強襲を撃退した。さらにリカルドスのもとにはジョアン・フォルベス率いる5000人のポルトガル軍部隊が加勢し、12月7日のヴィルロング＝デル＝モンの戦いで再びドゥストを破った。20日から23日にかけて行われたコリウールの戦いでは、グレゴリオ・ガーシア・デ・ラ・クエスタ率いるスペイン軍がコリウールの港とポール＝ヴァンドルをフランスから奪取した。
しかし1794年3月13日にリカルドスが病死したのを境に、状況はフランス優位に傾いた。カタルーニャ軍司令官の後任にはアレハンドロ・オレイリーが任命されたが、彼も任地に赴く途上、リカルドスの死の僅か10日後の3月23日に病没したので、ルイス・フィルミン・デ・カルバハルが司令官となった。一方、フランス側でも新たな東部ピレネー軍の司令官として、先のトゥーロン攻囲戦の指揮を執った名将ジャック・フランソワ・デュゴミエが着任した。4月29日から5月1日にかけてのル・ブルの戦いで、デュゴミエはカルバハル率いるスペイン軍を国境の南へ追いやった。スペイン軍は大砲や荷車を放棄して逃げざるを得なかった。5月下旬、フランス軍はコリウールを奪回し、エウヘニオ・ナバロ以下7000人のスペイン守備隊が捕虜となった。防衛戦に参加していたエミグレは、スペイン軍が降伏する前に釣り船に乗って脱出した。彼らは捕虜となれば間違いなく処刑されたためである。デュゴミエは、5月5日からベルガルドを封鎖している。6月7日のラ・ジュンケラの戦いでは明確な決着がつかなかった。8月13日のサン・ロレンツ・デ・ラ・ムーガの戦いでは、ベルガルドの町を救出しようとしたスペイン軍をピエール・オージュローが撃退した。スペイン守備隊は食料が尽きた後、9月17日に降伏した。11月17日から20日にかけて、ピレネー戦争のクライマックスとなる黒山の戦いが勃発した。デュゴミエもカルバハルもここで戦死し、カトリーヌ＝ドミニク・ド・ペリニョンがフランス軍の指揮を引き継いで勝利に導いた。間もなくフランス軍はフィゲラスとサン・フェラン城を落とし、9000人のスペイン兵を捕虜とした。
戦死したデュゴミエの後を引き継いだピエール・フランソワ・ソーレは、1795年2月4日にロザスを陥落させた。またペリニョンの後任として3月3日にバルテルミ・ルイ・ジョゼフ・シュレールが着任したが、彼は6月14日にフルビア川付近で行われたバスカラの戦いでホセ・デ・ウルティラ率いるスペイン・ポルトガル軍に大敗を喫した。この後フランス・スペイン両国間で和平が結ばれたが、その知らせが前線に届く前に、クエスタ率いるスペイン軍が7月26日にプッチサルダーを、27日にベルベールを再占領している。

### 西ピレネー戦線

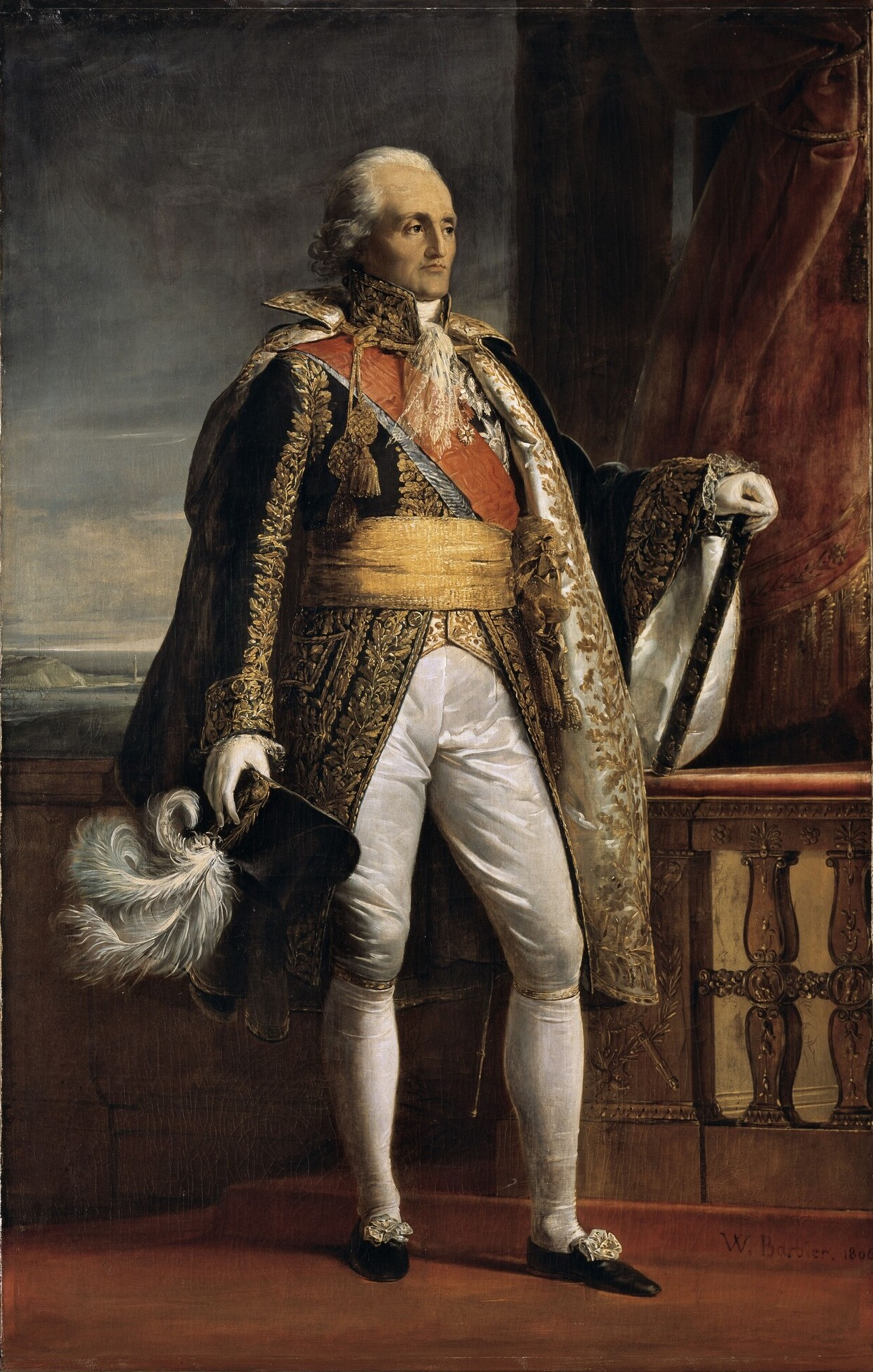
ボン・アドリアン・ジャノー・ド・モンセー

ピレネー山脈の西側では、1793年に何度か小規模な衝突が起きた。ボン・アドリアン・ジャノー・ド・モンセー率いる第5軽半旅団は6月6日にアルデュードで、7月23日にサン＝ジャン＝ド＝リュズで戦っている。
1794年2月5日、サン・キュロット・キャンプの戦いにおいて、フランス軍はホセ・デ・ウルティラ率いるスペイン軍（歩兵1万3000人、騎兵700人および砲兵）からアンダイエ近くの丘を守り切った。スペイン側の損害は335人、フランス側は235人だった。6月3日、フランスのクロード・ヴィクトル＝ペラン率いる2300人の旅団がサン＝ジャン＝ピエ＝ド＝ポルから13.5㎞離れたディスペギー峠の要塞を襲撃した。スペイン側の守備兵はサモラ歩兵連隊に所属する大隊、アルデュード狙撃兵の三個中隊、フランスのエミグレによるレジヨン・ロワイヤル大隊を含む1000人ほどだった。スペイン軍は94人が死傷し、307人が捕虜となった。フランス側の損害は軽微だった。同日、ジャック・ルフラン率いるフランス革命軍2000人の部隊がディスペギー尾根を制圧した。
1794年3月3日、サールやイチャスーなどフランス領国境地帯の9つのバスク人村落が革命政府により「不名誉」の烙印を押された。これは、フランス軍に国境警備を任されていた74人の若い住民がスペイン・バスク地方に逃亡したためである。残った全住民にこの逃亡事件の責任が負わされ、厳格な処置が下された。3歳から88歳までの全住民が荷車に囚人のように押し込まれ、ガスコーニュのランドの森に連れ去られた。ここで彼らは男女が隔離され、価値のある所持品は没収、焼却された。数千人が国外追放を宣告され、5か月の間に1600人（うちサール住民が600人）が死亡した。生き残った者の大部分は、数年のうちに故郷に戻ることができた。
6月23日、ドン・ベンチュラ・カーロ率いる歩兵8000人と500騎の騎兵、砲兵のスペイン軍がカルヴェール山山頂のフランス軍を追い払おうとしたが、失敗した。スペイン軍は500人が死傷し、34人が捕虜となった。一方フランス軍の損害は戦死30人、戦傷200人だった。7月10日、Antoine Digonet率いる4000人のフランスの旅団が、エリソンドの南10㎞のArquinzu山を守っていたサモラ歩兵隊とレジヨン・ロワイヤルを圧倒した。スペイン軍は、エミグレの指揮官マルキ・ド・サン＝シモンをはじめ314人を失った。フランス軍は、ここで49人の王党派捕虜を処刑した。

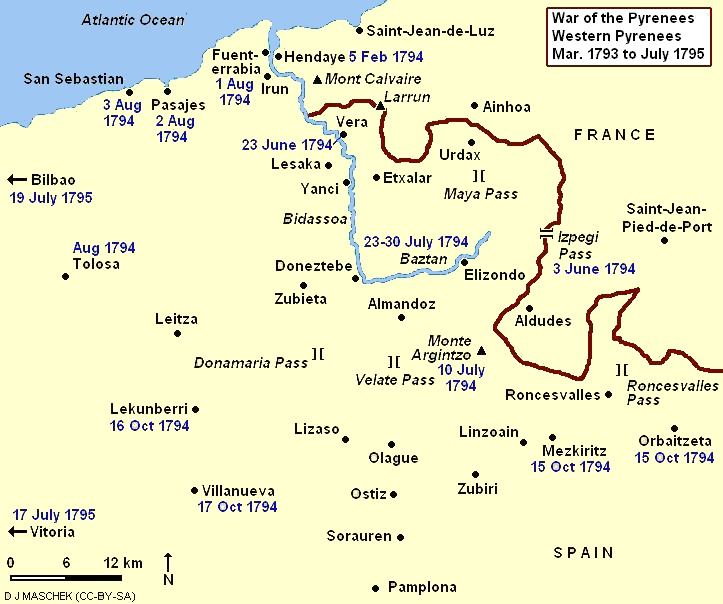
西ピレネー戦線における重要地点

7月23日、モンセー、アンリ・フランソワ・ラボールトやジャン・アンリ・ギィ・ニコラ・ド・フレジュヴィル率いる師団から成る西部ピレネー軍が、スペイン軍の要塞化した拠点群を攻撃した。司令官はジャック・レオナール・ミュラーだったが、バスタン渓谷の戦いではモンセーが指揮を執った。エリソンドやドネステベ（サンテステバン）での戦闘で、モンセーはスペイン軍を敗走させた。その後7月後半に、フランス軍はビダソア川にそって北上し、サン・マルシャルとオンダリビアを攻撃した。後者の戦闘では、モンセーは8月1日にドン・ビセンテ・デ・ロス・レジェス以下2000人のスペイン兵と300門の大砲を捕獲した。8月3日にはサン・セバスティアンも抵抗せず開城し、1700人のスペイン兵と90門の大砲がフランス軍の手に落ちた。まもなくフランス軍はトロサも攻略し、モンセーは司令官に昇格した。
1794年8月14日、ギプスコアの議会（Juntas Generales）はサン・セバスティアンのブルジョワジーの支援の下にゲタリアに再結集し、フランス軍との間で緊迫した交渉が行われた。ここでギプスコアの評議会は、フランス軍の革命的な考えを受け入れるとともに、フエロに基づき正式にスペイン王国からの離脱を請願すること、ギプスコアがフランスに忠誠を誓うこと、カトリックの慣習から解放されること、状況に応じて戦時首長を置くことが取り決められた。しかし当時すでに後のバーゼルの和約に繋がる和平交渉が始まっていたことと関連して、フランス軍中にいた国民公会の代表ジャック・ピネとジャン・バティスト・カヴェニャックがこのギプスコアとの和平を蹴り、ギプスコア側の代表は投獄されるか逃亡した。9月13日に改めて別のギプスコア評議会が開かれ、スペイン王フェルナンド7世の助けを請うことが決まり、フランス軍に対抗するために義勇兵が召集された。しかし外交手腕でも上手であったモンセーにより、正確な時期は分からないもののギプスコアの政府は再建された。一方、スペインの首都マドリードではゲタリアで発された宣言の内容が瞬く間に広まり、政府や新聞上でバスク地方とその住民に対する激しい非難が起きた。それだけでなく、バイヨンヌで虜囚を受けた後のギプスコア代表たちに対し、スペイン政府は大逆罪や非愛国的行動の罪を着せようとするなど迫害を加えた。
10月15日から17日にかけて、モンセーはバスタン渓谷からイパニェタ峠に至る長大な前線からパンプローナに向けた攻勢をかけた。オルバイセタの戦いでは4万6000人のフランス軍が、ペドロ・テジェス・ヒロン率いる1万3000人のスペイン軍を破った。スペイン軍の損害は4000人と大砲50門で、フランス軍の損害は不明である。オルバイセタやエウヒの軍需工場や、スペイン海軍の帆の倉庫があったイラティなどもフランス軍の手に渡った。しかし冬が近づき陣中で疫病も発生したため、フランス軍はその年いっぱい進撃を中断せざるを得なくなった。11月7日にベルガラで1794年最後の衝突が起こり、フランス軍はカエターノ・ピニャテッリ率いる4000人のスペイン軍に対し、戦士150人、捕虜200人、大砲1門鹵獲という損害を与えた。この時ベルガラはフランスの支配下に置かれたが、半島戦争中にガブリエル・デ・メンディサバル・イラエタ率いるスペイン軍が奪回することになる。
冬の間に、モンセーは麾下の軍を再編成していた。この軍は戦闘や疫病で3000人を失っていた。攻城兵器を確保し、翌1795年6月に西部軍から1万2000人の援軍を加えられたモンセーは、6月28日に攻勢をかけ、クレスポのスペイン軍を追いやった。フランス軍は7月17日にビトリアを、19日にビルバオを攻略した。モンセーがエブロ川を渡りパンプローナを攻撃しようとしていた矢先、8月上旬にバーゼルの和約が成立したという知らせが届いた。

### 結果
バーゼルの和約の結果、フランスとスペインの戦争は7月22日に終結していた。この時点でモンセー率いるフランス軍はパンプローナの入り口に迫っており、バスク人は両国の板挟みになって自治を剥奪されることを恐れていた。一方スペイン首相マヌエル・デ・ゴドイも、バスク地方の大部分がスペインを離脱してフランスに属する可能性が高いためにパニックになっていた。最終的に、スペインはカリブ海のイスパニョーラ島の東部3分の2を放棄することと引き換えに、ギプスコアを手放さずに済んだ。さらに、モンセーや公安委員会のジャン＝ランベール・タリアンの依頼により、スペイン政府は戦争中にフランスに忠誠を誓ったりなびいたりしたギプスコアなどのバスク地方に対し報復措置を取らないことも条文に盛り込まれ、スペイン側はこれを受け入れた。しかし、実際には少なくともサン・セバスティアンの市評議会議員が逮捕され、1796年2月にパンプローナで開かれた軍法会議にかけられるという事態が起きている。
1796年8月19日、フランスとスペインは第二次サン・イルデフォンソ条約で同盟を結んだ。これは全面的にフランスの勝利と言ってよいものだった。ピレネー戦争ではポルトガルもスペイン側として参戦しているが、フランス・ポルトガル間での講和は行われていない。